# Chrystelle Alcan
Pour les articles homonymes, voir Alcan (homonymie).
Chrystelle Alcan, née le 23 avril 1986 à Villiers-le-Bel, est une gymnaste aérobic française.
Elle remporte la médaille d'argent en trio avec son frère Grégory Alcan et Xavier Julien aux Jeux mondiaux de 2005 à Duisbourg et termine huitième en couple avec son frère Grégory aux Championnats du monde de gymnastique aérobic 2008.